# Planum Boreum

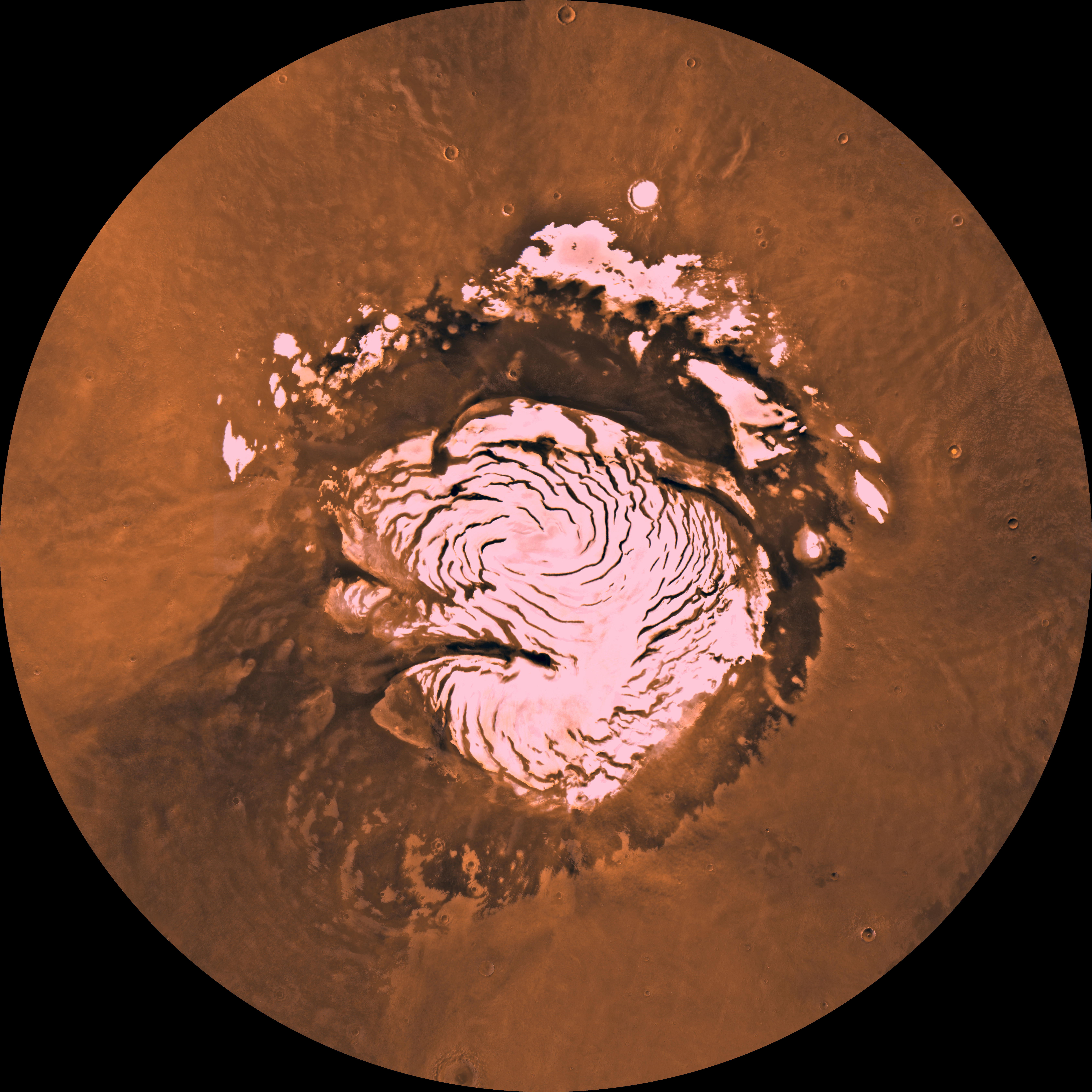
Imatge mosaic del pol nord marcià, Programa Viking.

El Planum Boreum (del llatí: "la planura septentrional") és el pol nord del planeta Mart. S'estén cap al nord des de la latitud 80°N i està centrat en les coordenades 88.0ºN, 15.0ºE. Envoltant els alts plans polars existeixen unes terres baixes i planes conegudes com Vastitas Borealis, que s'estenen aproximadament 1.500 km cap al sud, dominant l'hemisferi nord marcià. En 1999, el Telescopi espacial Hubble va capturar una tempesta ciclònica a la regió. El diàmetre d'aquesta era entorn de 1.750 km, amb un ull de 320 km de diàmetre.

## Casquet polar
El Planum Boreum alberga un casquet polar de gel permanent, principalment d'aigua i diòxid de carboni. Aquest té un volum de 1,2 km³ i cobreix una àrea d'aproximadament dues vegades la grandària d'Espanya. El seu radi mesura 600 km. El grossor màxim de la capa de gel és 3 km. Els patrons d'espiral en el casquet van ser principalment dibuixats per forts vents i sublimació.
La composició de la superfície al casquet polar del nord a la primavera (després de l'acumulació de gel sec durant l'hivern) ha estat estudiada des de l'òrbita. Les vores exteriors de la capa de gel estan contaminades per pols (0.15% de la massa total) i estan formats majoritàriament per gel d'aigua. Segons s'ascendeix cap al pol, el gel d'aigua superficial descendeix i és substituït per gel sec. La puresa del gel així mateix augmenta. En el pol, el gel de l'estació consisteix en, essencialment, gel sec pur amb petits continguts en pols i 30 ppm de gel d'aigua.
Els plànols del nord de Mart van ser l'objectiu de la missió Phoenix de la NASA, llançada a l'agost de 2007, que va aterrar amb èxit el 25 de maig de 2008. El casquet polar de Mart ha estat proposat com a lloc d'aterratge per a una expedició humana per Geoffrey A. Landis i per Cockell.

## Accidents del terreny

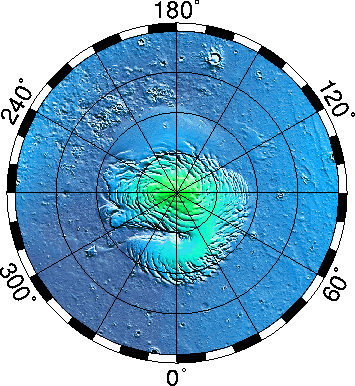
Mapa topogràfic del pol nord marcià. Note's com el Planum Boreum s'eleva sobre les terres baixes circumdants.

El principal accident geogràfic del Planum Boreum és una llarga fissura o canyó anomenat Chasma Boreale. El canyó mesura més de 100 km d'amplària, i presenta elevacions que aconsegueixen els 2 km d'altura. Com a comparació, el Gran Canyó del Colorado té aproximadament 1,6 km de profunditat en alguns llocs, i mesura 446 km de llarg però solament 24 km d'ample. Chasma Boreale està excavat en dipòsits polars i gel, com els presents a Groenlàndia.
Planum Boreum s'hi troba circumdat per grans terrenys de dunes sorrenques, que s'estenen des de 75°N fins a 85°N. Aquests camps de dunes reben els noms d'Olympia Undae, Abalos Undae i Hyperboreae Undae. Olympia Undae, el més llarg amb diferència, cobreix les longituds compreses entre 100°E i 240°E. Abalos Undae cobreix des de 261°E fins a 280°E, i Hyperboreale Undae s'estén des de 311°E fins a 341°E.